# Rotherham Town FC
Rotherham County FC var namnet på två engelska fotbollsklubbar från Rotherham, Yorkshire.  Den första klubben bildades 1878 under namnet Lunar Rovers som år 1882 bytte namn till Rotherham för att till slut bli Rotherham Town FC. Klubben upplöstes 1896.
År 1889, bara tre år efter att klubben upplöstes grundades dock en ny klubb under samma namn. Den nya klubben varade fram till 1925 då de gick ihop med Rotherham County FC för att bilda Rotherham United FC,som än idag existerar.